# 155 mm haubica M1918

Huabica M1918 z kołami pneumatycznymi na stanowisku ogniowym. Początek lat 40. XX wieku

Haubica M1918 (ang. 155mm Howitzer, M1918) – amerykańska haubica kal. 155 mm, będąca modernizacją francuskiej haubicy mle 1917.
Wraz z przystąpieniem USA do wojny w roku 1917 zakupiono we Francji haubice mle 1917, wraz z licencją na ich produkcję w Stanach Zjednoczonych. Działa te miały zastąpić używane do tej pory haubice M1890. Nowe haubice otrzymały oznaczenie M1917 i M1917A1.
Po podjęciu produkcji seryjnej w USA do projektu początkowego wprowadzono pewne zmiany. Zależały do nich:
- inna konstrukcja tarczy ochronnej (prosta zamiast zagiętej)

- wprowadzenie gumowych obręczy na kołach

- modyfikacje w konstrukcji zamka

- poprawa mechanizmu hydraulicznego.

Ponadto specjalnie dla tej haubicy opracowano jaszcze amunicyjne (Francja takiej konstrukcji nie posiadała). Z czasem haubice wyposażono też w ogumienie pneumatyczne dostosowując je do trakcji zmotoryzowanej.
Po przyjęciu do służby w roku 1941 haubic M1 działa M1917 i M1918  stopniowo wycofywano. Ostatecznie zakończono ich wykorzystywanie z końcem II wojny światowej.